# Taylor Phinney
Taylor Phinney (Boulder, Colorado, 27 de juny de 1990) és un ciclista estatunidenc, professional entre el 2009 i el 2019.

## Biografia
Taylor Phinney és fill de dos antics ciclistes: Connie Carpenter, campiona del món de persecució el 1983 i campiona olímpica en ruta el 1984, i de Davis Phinney, campió dels Estats Units en ruta, medallista als Jocs Olímpics de 1984 i primer vencedor estatunidenc d'una etapa al Tour de França.
El 2009 fitxà per l'equip Trek Livestrong i guanyà el Campionat del món de persecució, títol que revalidaria l'any següent.
Les seves qualitats de rodador i esprintador li han permès guanyar la París-Roubaix sub-23 el 2009 i 2010, així com la classificació final de l'Olympia's Tour i quatre etapes del 2010. A finals d'aquell any es proclamà Campió del món de contrarellotge sub-23, així com medallista de bronze en la cursa en línia.
El 2011 fitxà pel BMC Racing Team, aconseguint la seva primera victòria a l'UCI World Tour a l'Eneco Tour. El 2012 guanyà la primera etapa del Giro d'Itàlia, una contrarellotge individual pels carrers de Herning, que a més li serví per vestir la maglia rosa durant 4 dies.
El 2014 va patir una greu lesió durant la disputa dels campionats nacionals en ruta, amb fractures a la tíbia, ròtula i el lligament rotular de la cama esquerra que l'obligaren a estar un any aturat. Mai tornaria a tenir el nivell d'abans de la lesió i a finals del 2019, amb tan sols 29 anys, va decidir retirar-se.

## Palmarès en pista
- 2007
  -  Campió dels Estats Units de persecució
- 2008
  -  Campió del món júnior en Persecució
  -  Campió dels Estats Units del quilòmetre
  -  Campió dels Estats Units de persecució
  -  Campió dels Estats Units de persecució per equips, amb Daniel Holloway, Colby Pearce i Charles Bradley Huff
- 2009
  -  Campió del món de persecució a Pruszkow
  -  Campió dels Estats Units de persecució
  -  Campió dels Estats Units de persecució per equips, amb Justin Williams, Ian Moir i Julian Kyer
  -  Campió dels Estats Units per punts
  -  Medalla d'argent al Campionat del Món de ciclisme en pista en el quilòmetre, de Pruszkow
- 2010
  -  Campió del món de persecució a Ballerup
  -  Medalla de bronze al Campionat del Món de ciclisme en pista en òmnium a Ballerup

### Resultats a laCopa del Món
- 2007-2008
  - 1r a Los Angeles, en Persecució
- 2008-2009
  - 1r a Copenhaguen, en Persecució
  - 1r a Copenhaguen, en Quilòmetre

## Palmarès en ruta
- 2007
  -  Campió del món júnior en contrarellotge
  - 1r al Tour de l'Abitibi i vencedor d'una etapa
- 2008
  - Vencedor d'una etapa al Tour del País de Vaud
  -  Medalla de bronze al Campionat del món junior contrarellotge
- 2009
  - 1r a la París-Roubaix sub-23
  - Vencedor d'una etapa a la Fletxa del Sud
- 2010
  -  Campió del món de contrarellotge sub-23
  -  Campió dels Estats Units en contrarellotge
  - 1r a l'Olympia's Tour i vencedor de 4 etapes
  - 1r a la París-Roubaix sub-23
  - Vencedor d'una etapa al Tour de l'Avenir
  - Vencedor d'una etapa al Triptyque des Monts et Châteaux
  - Vencedor d'una etapa al Tour of the Gila
  - Vencedor d'una etapa al Tour de Utah
  -  Medalla de bronze al Campionat del món en ruta sub-23
- 2011
  - Vencedor d'una etapa a l'Eneco Tour
- 2012
  - Vencedor d'una etapa al Giro d'Itàlia
- 2013
  - Vencedor d'una etapa a la Volta a Polònia
- 2014
  -  Campió dels Estats Units en contrarellotge
  - 1r al Tour de Dubai i vencedor d'una etapa
  - Vencedor d'una etapa a la Volta a Califòrnia
- 2015
  -  Campió del món en contrarellotge per equips
  - Vencedor d'una etapa a l'USA Pro Cycling Challenge
- 2016
  -  Campió dels Estats Units en contrarellotge

### Resultats a la Volta a Espanya
- 2011. Abandona (11a etapa)

### Resultats al Giro d'Itàlia
- 2012. 155è de la classificació general. Vencedor d'una etapa.  Porta la maglia rosa durant 4 dies
- 2013. Abandona (16a etapa)

### Resultats al Tour de França
- 2017. 159è de la classificació general
- 2018. 136è de la classificació general